# Ana Maria Marković
Ana Maria Marković (Split, 9 de novembre de 1999) és una futbolista croata que juga com a davantera al club de la Superliga femenina suïssa Grasshopper i a la selecció de Croàcia.

## Biografia
Marković és d'origen croat per part de la seua mare, que ve de Split. Marković va nàixer a Split i es va traslladar amb la seua família a Suïssa als 12 anys, criant-se a Zuric.

## Carrera de club
Als 14 anys, Marković va començar a jugar a futbol a Suïssa; segons ella mateixa declararia, va començar a jugar després de sentir-se motivada pel creixement del futbol femení. Mentre estava a Suïssa, va participar en la selecció sub-21 del FC Zurich durant tres temporades abans de traslladar-se al Grasshopper.

## Carrera internacional
Després d'haver cridat l'atenció de la Federació de Futbol de Croàcia mentre jugava al Grasshopper a Suïssa, Marković va ser convocat per jugar amb la selecció de Croàcia.